# ديف أوسي
ديف أوسي (بالهولندية: Dave Osei)‏ هو لاعب كرة قدم هولندي في مركز الهجوم، ولد في 7 يوليو 1983 في أمستردام في هولندا. لعب مع نادي دوردريخت وهيلموند سبورت.